# Nhà thờ chính tòa Segovia

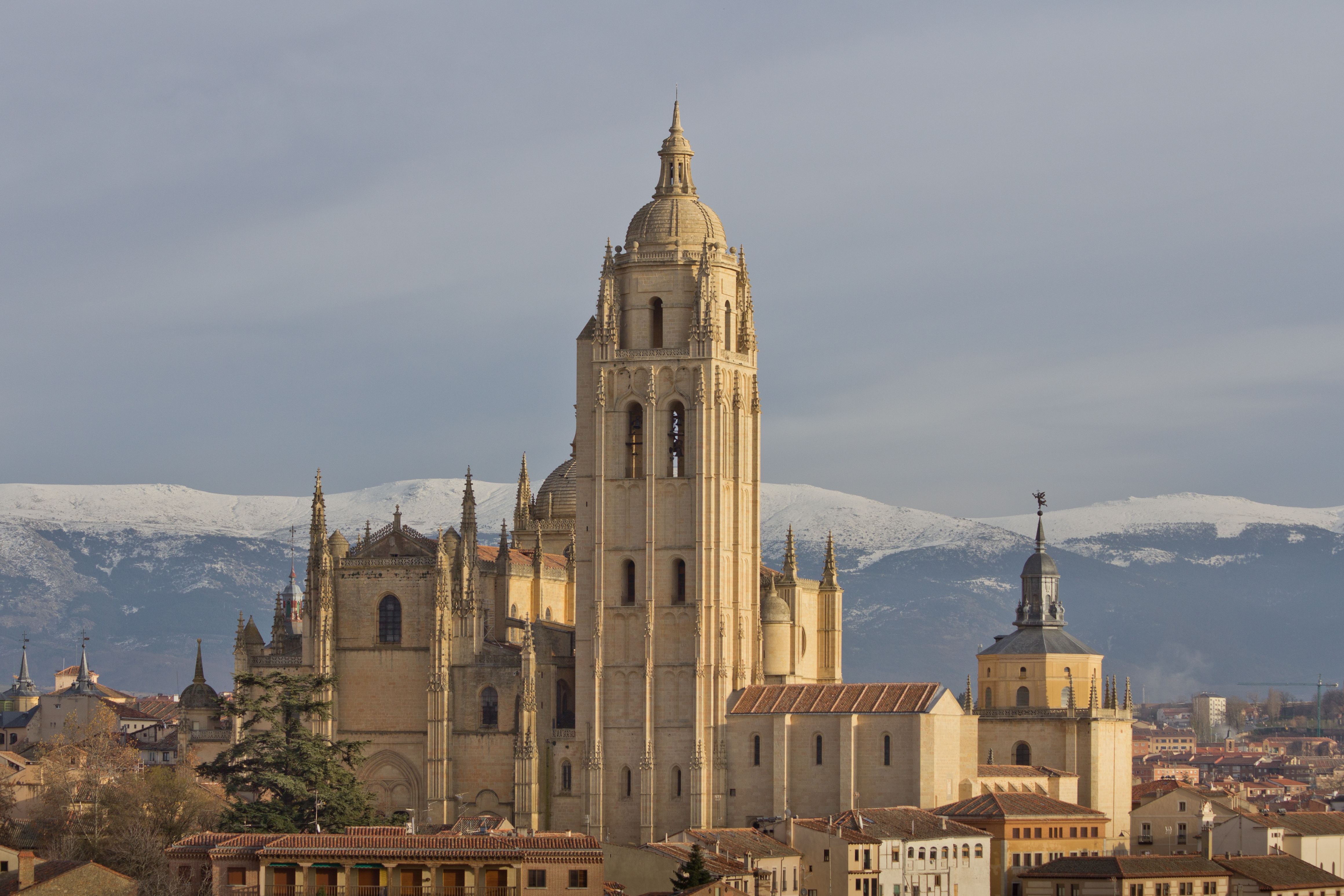
Nhà thờ chính tòa Segovia.

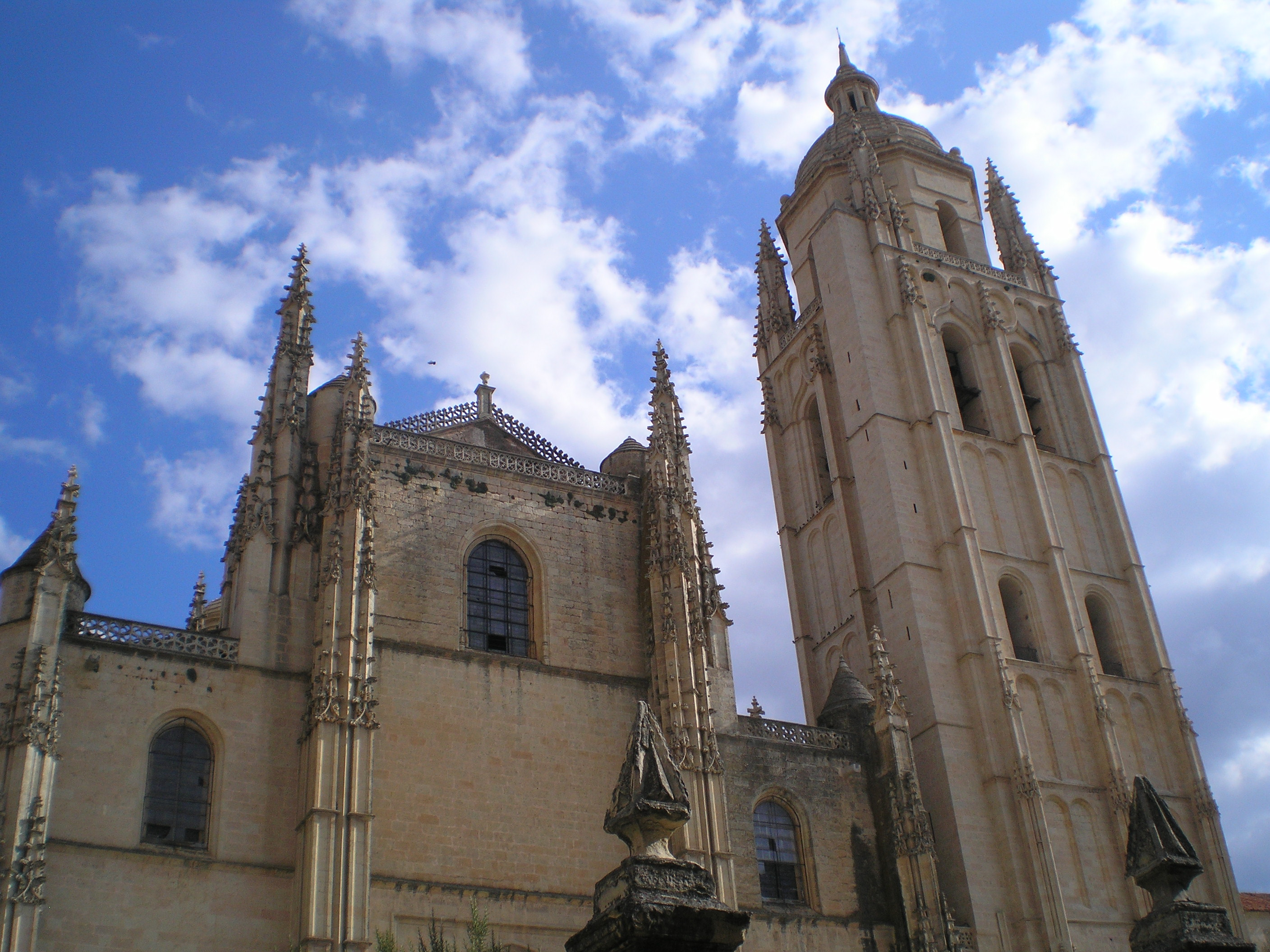
Cảnh mặt tiền

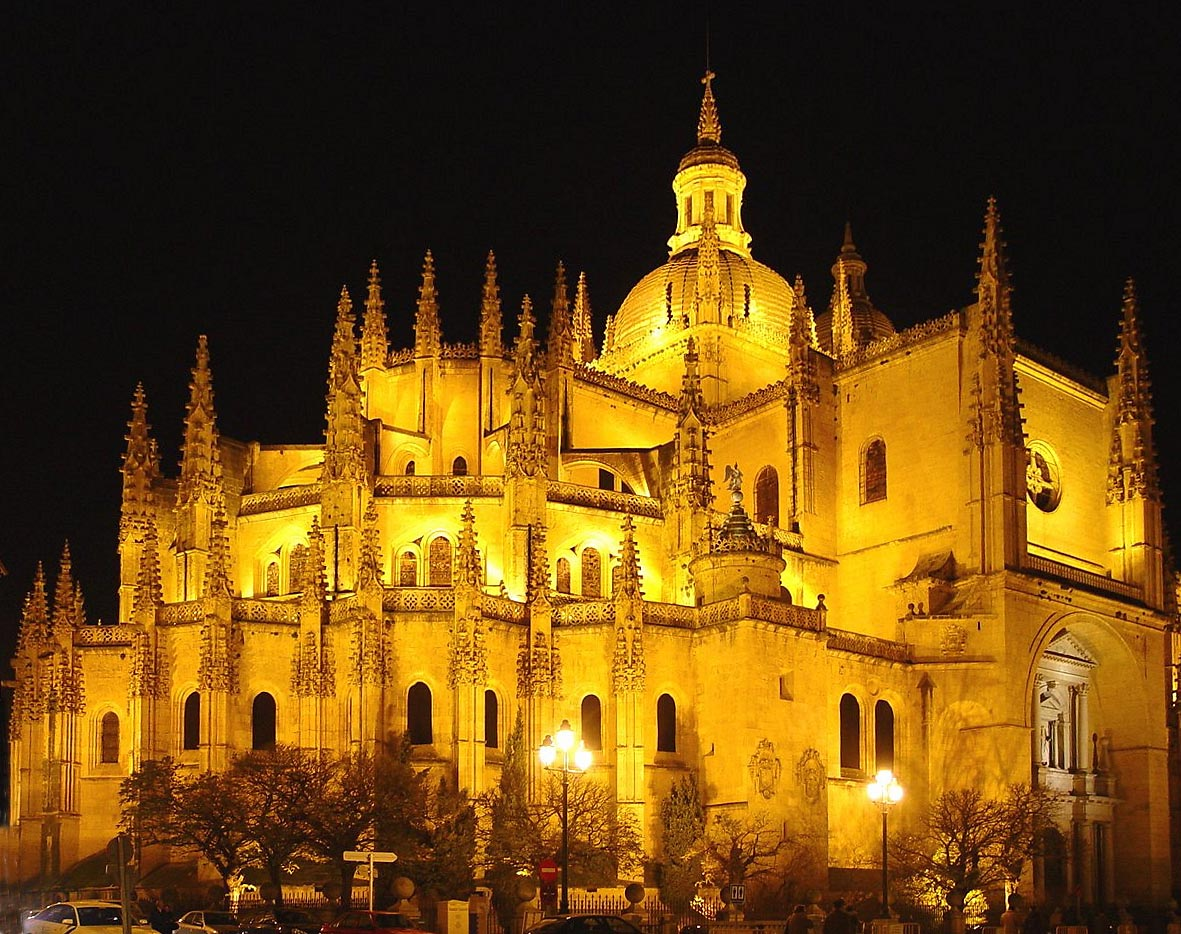
cảnh nhà thờ vào ban đêm.

Nhà thờ chính tòa Segovia là một nhà thờ chính tòa Công giáo Roma nằm ở quảng trường chính thành phố, tòa thị chính và cung hiến cho Maria. Nhà thờ là một những nhà thờ Gothic cuối cùng được xây ở Tây Ban Nha và châu Âu. Nhà thờ được xây vào giữa thế kỷ 16, vào lúc đa số nơi ở châu Âu, kiến trúc Phục Hưng là trào lưu mới.

## Gian phía bắc
- Capilla de Thánh Anrê
- Capilla de Saints Cosmas and Damian
- Capilla de Giáo hoàng Grêgôriô I
- Capilla de la Đức Mẹ vô nhiễm nguyên tội

## Gian phía nam
- Capilla del Cristo Yacente (Reclining Christ)
- Capilla de Saint Barbara
- Capilla de Giacôbê, con của Zêbêđê
- Capilla del Cristo del Consuelo

## Mộ
- Crescentius của Rome
- Thánh Fructus (d. 715), và anh/chị em họ là các Thánh Valentine (Valentín) và Thánh Engratia (Engracia).